# Пол Баттерфілд
Пол Баттерфілд (англ. Paul Vaughn Butterfield, 17 грудня 1942 — 4 травня 1987) — американський блюзмен, виконавець на губній гармоніці та співак. Після навчання класичній флейті Пол зацікавився блюзовою гармонікою. В рідному Чикаго Баттерфілд познайомився з Мадді Вотерсом та іншими видатними блюзовими виконавцями, що заохочували його і давали можливість приєднатися до джем-сесії. Невдовзі він почав виступати самостійно, разом з такими ж ентузіастами блюзу Ніком Гравенітесом і Елвіном Бішопом.
1963 року він створив гурт Paul Butterfield Blues Band, що записав декілька успішних альбомів і отримав концертну та фестивальну популярність наприкінці 1960-х своїми виступами на Fillmore West у Сан-Франциско, Fillmore East у Нью-Йорку, фестивалях Monterey Pop Festival та Вудсток. Гурт був відомий поєднанням року з електричним чиказьким блюзом, своїми новаторськими джаз-ф'южн-концертами та записами. Після розпаду групи 1971 року, Баттерфілд гастролював і записувався з гуртом Paul Butterfield's Better Days, зі своїм вчителем Мадді Вотерсом та з виконавцями рок-гурту The Band.
Помер у 44 роки від наркотичного передозування.
Баттерфілд визнаний музичними критиками одним з найвидатніших виконавців на блюзовій гармоніці. 2006 року його було обрано до Зали слави блюзу, а 2015 року разом з учасниками Paul Butterfield Blues Band — до Зали слави рок-н-ролу. Він та його гурт Paul Butterfield Blues Band стали піонерами «білого» блюзу та використання в блюзі електричних інструментів.

## Музична кар'єра

### Ранні роки
Баттерфілд народився 17 грудня 1942 в Чикаго і виріс в південно-чиказькому районі Гайд-Парк. Син адвоката і художниці, він відвідував приватну школу при Чиказькому університеті та брав уроки класичної флейти з Валфрідом Куялою, провідним флейтистом Чиказького симфонічного оркестру. Наприкінці 1950-х років він зацікавився блюзом і зі своїм другом по коледжу Ніком Гравенітесом, майбутнім відомим автором пісень, співаком і гітаристом, почав грати на гармоніці та гітарі. Разом вони відвідували чиказькі блюз-клуби, де відомі виконавці Мадді Вотерс, Хаулін Вульф, Літтл Волтер і Отіс Раш заохочували їх, а іноді навіть дозволяли брати участь у джем-сейшн. Невдовзі Нік і Пол почали самостійно виступати в клубах місцевих коледжів. Баттерфілд мав значні спортивні успіхи і Браунський університет запропонував йому стипендію для навчання, але через травму коліна Пол був змушений відмовитися від пропозиції й вступити до Чиказького університету.
На початку 1960-х Баттерфілд познайомився з блюзовим гітаристом Елвіном Бішопом. За словами Бішопа, в той час Баттерфілд приділяв більше уваги гітарі, але вже за півроку добре володів гармонікою. Баттерфілду і Бішопу запропонували регулярні виступи у фолк-клубі Big John's у районі Старого міста в північній частині Чикаго. Пол мав співати та грати на гармоніці, Елвін акомпанував йому на гітарі. 1963 року вони утворили для цього гурт разом з басистом Джеромом Арнольдом та барабанщиком Семом Леєм (обидва належали до гастрольного гурту Гавліна Вулфа). Виступи гурту в Big John's мали успіх і 1964 року привернули увагу відомого продюсера Пола Ротшильда.

### The Butterfield Blues Band
Під час виступів у Big John's Баттерфілд познайомився з гітаристом Майклом Блумфілдом, що також грав у клубі. Продюсер Пол Ротшильд переконав Баттерфілда долучити Блумфілда до гурту, і в такому складі підписав їх на записи в Elektra Records. Перша спроба запису в грудні 1964 року не задовольнила Ротшильда, хоча записана тоді версія «Born in Chicago» згодом увійшла до Folksong '65 і викликала цікавість слухачів. Для кращого відтворення їхнього звуку Ротшильд переконав президента Elektra Records Джека Хольцмана записати концертний альбом.
Навесні 1965 року, Butterfield Blues Band записали виступи у нью-йоркському клубі Cafe Au Go Go. Продюсер знов лишився незадоволеним, але музична спільнота Східного узбережжя отримала можливість знайомства з гуртом. Ротшильд переконав студію зробити третю спробу запису.
Під час цих сесій запису Ротшильд виконував обов'язки менеджера гурту і скористався своїми контактами, аби отримати для нього більше виступів за межами Чикаго. Зокрема, так гурт отримав запрошення до Ньюпортського фолк-фестивалю у липні 1965 року. Це був перший випадок, коли шанувальники фолку почули потужний електричний блюз. Присутній на фестивалі Боб Ділан зацікавився настільки, що запросив гурт виступити разом і, після невеликої репетиції, виконав наступного дня чотири пісні у супроводі Блумфілда, Арнольда та Лея (разом з Елом Купером та Баррі Голдбергом). Виступ сподобався далеко не всім і породив суперечки, але привернув до гурту увагу великої аудиторії.
В середині 1965 року до гурту долучився клавішник Марк Нафталін, їхній дебютний альбом The Paul Butterfield Blues Band нарешті був успішно записаний і того ж року виданий. Альбом починався оновленим записом пісні «Born in Chicago», що задавала блюз-роковий тон усьому альбому, і містив суміш блюзових стандартів («Shake Your Moneymaker», «Blues with a Feeling», «Look Over Yonders Wall») та власних композицій гурту. Альбом посів 123 місце у чарті Billboard 200 1966 року, але його вплив набагато перевершив показники продажів.
Замість Лея, що захворів, в гурті з'явився джазовий барабанщик Біллі Девенпорт. В липні 1966 року секстет записав свій другий альбом, East-West, що вже за місяць побачив світ. Він містив твори різних жанрів, інтерпретації блюзу («Walkin' Blues» Роберта Джонсона), року («Mary, Mary» Майкла Несміта), R&B («Get Out of My Life, Woman» Алана Туссена) та джазу («Work Song» Нета Еддерлі). East-West отримав 65 місце у альбомному чарті.
У 13-хвилинному інструментальному треку «East-West» з розширеними соло Баттерфілда, Майка Блумфілда і Елвіна Бішопа, відчуваються індійський вплив та деякі ранні екскурси у джаз-ф'южн і блюз-рок. Цей трек визначають як перший в своєму роді та початок традиції ейсид-року. Виконання версій цієї композиції наживо іноді тривали майже годину. Деякі з них потім увійшли до East-West Live 1996 року.
У листопаді 1966 року Баттерфілд записав у Англії кілька пісень з John Mayall & the Bluesbreakers. Баттерфілд та Мейолл співали та продемонстрували баттерфілдивський чиказький блюз на гармоніці. Чотири пісні вийшли у Британії міньйоном John Mayall's Bluesbreakers with Paul Butterfield у січні 1967 року.
Попри виконавчий успіх Butterfield Blues Band невдовзі змінив склад. Пішли Арнольд та Девенпорт, Блумфілд створив власний гурт, Electric Flag. Лишилися гітаріст Бішоп і клавішник Нафталін, до складу долучилися басист Багсі Моу, барабанщик Філіп Вілсон та саксофоністи Девід Сейнборн і Джин Дінвайді. Цим складом 1967 року було записано третій альбом, The Resurrection of Pigboy Crabshaw. Альбом відійшов від довгих інструментальних джемів, натомість наблизився до ритм-енд-блюзу з такими піснями «Driftin' Blues» Чарлза Брауна (під назвою «Driftin' and Driftin'»), «Double Trouble» Отіса Раша, «Driving Wheel» Джуніора Паркера. The Resurrection of Pigboy Crabshaw став альбомом Баттерфілда з найвищою оцінкою, посівши в чарті 52 місце. Більшість з цих виконавців взяли участь у Monterey Pop Festival 17 червня 1967 року.
В наступному альбомі, In My Own Dream, реліз якого відбувся 1968 року, гурт все далі відходить від свого чиказького блюзу в бік соулу. Баттерфілд співає тільки три пісні, більшість композицій альбому представляють інші учасники. Альбом дістав 79 місце в чарті альбомів Billboard. Наприкінці 1968 року гурт залишили Бішоп і Нафталін. У квітні 1969 року Баттерфілд взяв участь у концерті в чиказькому Театрі Аудиторіум та наступному запису, за участю Мадді Вотерса, підтриманого Отісом Спенном, Майком Блумфілдом, Семом Леєм, Дональдом «Даком» Данном та Бадді Майлзом. Між іншим, були записані славетні вотерсовські «Forty Days and Forty Nights», «I'm Ready», «Baby, Please Don't Go» та «Got My Mojo Working», реліз яких — в альбомі Fathers and Sons — відбувся 1969 року. На думку одного з оглядачів, ці записи є одними з найкращих виступів Пола Баттерфілда.
The Butterfield Blues Band отримав запрошення виступити 18 серпня 1969 року на фестивалі Вудсток. Гурт виконав сім пісень і, хоча їхній виступ не було включено до відзнятого на фестивалі фільму, одна з пісень, «Love March», увійшла до альбому 1970 року Woodstock: Music from the Original Soundtrack and More. У розширеному відео 2009 року 40th Anniversary Edition Woodstock Баттерфілд присутній, і ще дві його пісні з'явилися у комплекті CD Woodstock: 40 Years On: Back to Yasgur's Farm.
1969 року вийшов спродюсований відомим автором пісень Джеррі Раговой альбом Keep On Moving, в якому з початкового складу гурту лишився лише сам Баттерфілд. Альбом був зустрінутий критиками та шанувальниками прохолодно, хоча й посів у чарті Billboard 102 місце.
Подвійний альбом Live був записаний 21–22 березня 1970 року у нічному клубі The Troubadour. Склад гурту в цей час дуже різниться від початкового, він містить духову секцію з трьох саксофонів і труби, й лише одну гітару, що охарактеризовано як «біг-бенд чиказького блюзу із джазовою основою». Сам Баттерфілд у Live продемонстрував «унікальний гібридний блюз-джаз-рок-R&B звук». Після релізу 1971 року наступного, в стилі соул, альбому Sometimes I Just Feel Like Smilin' Баттерфілд розпустив свій Butterfield Blues Band. Наступного року, як ретроспектива його кар'єри, на студії Elektra виходить Golden Butter: The Best of the Paul Butterfield Blues Band.

### Paul Butterfield's Better Days
Після розпаду Butterfield Blues Band і припиненню контракта з Elektra, Баттерфілд оселяється у Вудстоку, штат Нью Йорк, де згодом створює новий гурт, Paul Butterfield's Better Days, з барабанщиком Крісом Паркером, гітаристом Амосом Гареттом, вокалістом Джефом Мальдором, піаністом Ронні Барроном та басистом Біллі Річем. В 1972—1973 роках гурт записав альбоми Paul Butterfield's Better Days та It All Comes Back, що були випущені студією Bearsville Records і значною мірою демонстрували схильність до фолку.

### Сольна кар'єра

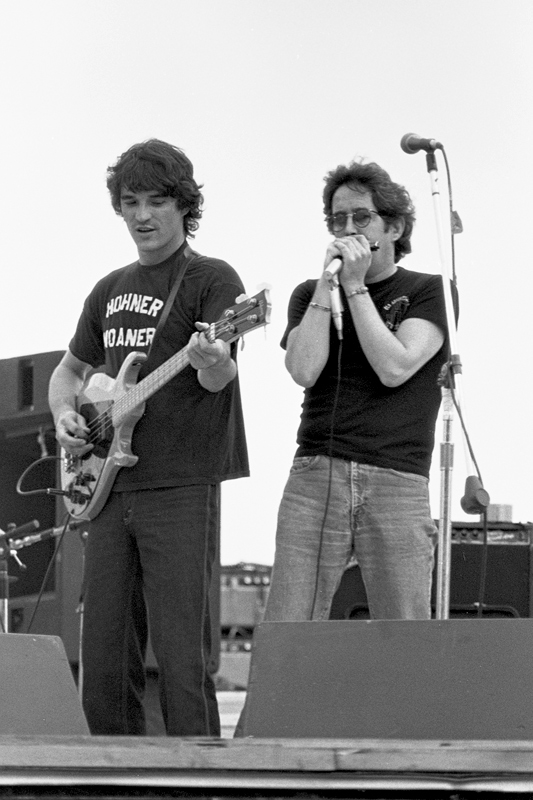
Баттерфілд і Рік Данко (ліворуч) на концерті Woodstock Reunion 1979

Далі Баттерфілд продовжив сольну кар'єру та виступав як сайдмен в декількох музичних проектах. 1975 року він знов приєднався до Мадді Вотерса під час запису його останнього альбому на Chess Records, The Muddy Waters Woodstock Album. Запис відбувався на у вудстокській студії Левона Гелма Bearsville's Studio за участю Гарта Гадсона та гастрольного гурту Вотерса. 1976 року Баттерфіл виступив на останньому концерті гурту The Band, «The Last Waltz», аккомпануючи The Band та Мадді Вотерсу. Він не припинив співпрацю з колишніми членами гурту, гастролював і записувався 1977 року з Левоном Гелмом та його Levon Helm & the RCO All-Stars, брав участь у турне Ріка Данко 1979 року. Концерт 1984 року з Данко та Річардом Мануелєм вийшов під назвою Live at the Lonestar 2011 року.
Баттерфілд також записав сольні альбоми Put It in Your Ear 1976 року та North South 1981 року, за участю струнних, синтезаторів та фанк-аранжування. 1986 року він випустив свій останній студійний альбом, The Legendary Paul Butterfield Rides Again, що був спробою повернутися до оновленого рок-звуку. 15 квітня 1987 року він з Еріком Клептоном, Еттою Джеймс, Альбертом Кінгом, Стіві Реєм Воном та іншими взяв участь в концерті «B.B. King & Friends».

## Вшанування
Окрім звання одного з найвпливовіших блюзових виконавців на губній гармоніці, Баттерфілд також розглядається як піонер нових, інноваційних напрямків в музиці, заснованій на блюзі.
2006 року Баттерфілд був обраний до Зали слави блюзу, при цьому зазначалося, що «альбоми Butterfield Blues Band протягом 1960-х донесли чиказький блюз до покоління шанувальників року і наприкінці 1960-х проклали шлях наступним електричним групам, таким як Cream». 2015 року Paul Butterfield Blues Band було обрано до Зали слави рок-н-ролу. В огляді з цього приводу відзначалося, що діяльність Butterfield Blues Band перетворила пуристів кантрі-блюза на шанувальників Мадді Вотерса, Гавліна Вулфа, Літтла Волтера, Віллі Діксона і Елмора Джеймса.
2017 року було створено повнометражний документальний фільм «Horn from the Heart: the Paul Butterfield Story» про життя і кар'єру легендарного блюз-музиканта Пола Баттерфілда. Прем'єрний показ відбувся того ж року на кінофестивалі Ньюпорт-Біч, фільм отримав нагороду за видатні досягнення в кіно в галузі режисури. Завдяки авторській музиці і текстам, а також розповідям про його сім'ю, товаришів по гурту і найближчих до нього людей, у стрічці вдалося відтворити складну історію людини, яку багато хто вважає найбільшим гравцем блюзової гармоніки всіх часів. Фільм режисера Джона Андерсона вийшов на екрани 17 жовтня 2018 року, містив інтерв'ю з друзями та колегами-музикантами: Бонні Рейтт, Тоддом Рандґреном, Полом Шаффером, Елом Купером, покійним Бі Бі Кінгом, і простежує історію Баттерфілда від захопленого чиказьким блюзом підлітка до його новаторського внеску та проблем зі здоров'ям і наркоманії.

## Інструменти
Баттерфілд грав на гармоніках Hohner та був їхнім ендорсером. Він надавав перевагу діатонічній з десятьма отворами моделі Marine Band. За кілька років перед смертю Баттерфілд написав підручник з гри на гармоніці Paul Butterfield Teaches Blues Harmonica Master Class,, який було видано лише 1997 року. В ньому демонструються різні техніки гри, ілюстровані на компакт-диску.
Так само як інші виконавці чиказького блюзу на гармоніці, Баттерфілд постійно використовував підсилювач звуку. Продюсер Ротшильд відзначав, що Баттерфілд користувався мікрофоном Shure 545 через гітарний підсилювач Fender tweed ранньої моделі. Починаючи з альбому The Resurrection of Pigboy Crabshaw, він надавав перевагу акустичному стилю, що більше відповідав напрямку R&B.

## Особисте життя
Вперше Баттерфілд одружився з Вірджинією Мак-Еван 1964 року. Шлюб тривав до 1969 року, у вересні 1965 року в подружжя народився син Габріель. 2015 року Габріель від імені батька брав участь у церемонії нагородження «Зала слави рок-н-ролу».
1971 року Баттерфілд одружився вдруге з Кеті Петерсон і оселився з нею у власному будинку, у Вудстоку. Кеті і Пол мали сина Лі. 1976 року подружжя розлучилося.

## Смерть
Пол Баттерфілд помер 4 травня 1987 року в своїй квартирі в Північному Голлівуді від гострої наркотичної інтоксикації. У доповіді коронера відзначений значний рівень героїну, кодеїну, транквілізаторів та алкоголю.

## Дискографія
1964 року Баттерфілд почав свою співпрацю зі студією звукозапису Elektra Records і загалом записав для цього лейблу сім альбомів. Після розпаду 1971 року Butterfield Blues Band, він записав чотири альбоми на студії Bearsville Records з менеджером Альбертом Гроссманом — два з Paul Betterfield Better Days і два сольних. Останній сольний альбом вийшов на Amherst Records.
Після його смерті 1987 року, звукозаписувальні компанії, з якими він працював, видали низку концертних альбомів і компіляцій. Ці альбоми нижче наведені як Paul Butterfield Blues Band.

### Студійні альбоми

#### Альбоми гуртуThe Butterfield Blues Band
- The Paul Butterfield Blues Band (1965)[37], посів 123 місце на Billboard 200[38]
- East-West (1966)[37], посів 65 місце на Billboard 200[38]
- The Resurrection of Pigboy Crabshaw (1967)[37], посів 52 місце на Billboard 200[38]
- In My Own Dream (1968)[37], посів 79 місце на Billboard 200[38]
- Keep On Moving (1969)[37], посів 102 місце на Billboard 200[38]
- Sometimes I Just Feel Like Smilin' (1971)[37], посів 124 місце на Billboard 200[38]

#### Альбоми гуртуPaul Butterfield's Better Days
- Better Days (1973)[37], посів 145 місце на Billboard 200
- It All Comes Back (1973)[37], посів 156 місце на Billboard 200

#### Сольні альбоми
- Put It in Your Ear (1976)[37]
- North-South (1981)[37]
- The Legendary Paul Butterfield Rides Again (1986)[37]

### Концертні альбоми
- Live (2 LP, 1970)[37], посів 72 місце на Billboard 200[38], перевиданий 2005 року на CD з бонус-треками
- Strawberry Jam (1996)[37], записи 1966—1968 років
- East-West Live (1996)[37], записи 1966—1967 років
- Live at Unicorn Coffee House релізи мають декілька назв і дат, записи 1966 року
- Live at Winterland Ballroom, у виконанні Paul Butterfield's Better Days (1999), записи 1973 року
- Rockpalast: Blues Rock Legends, Vol. 2, у виконанні Paul Butterfield Band (2008), записи 1978 року
- Live at the Lone Star, Рік Данко, Річард Мануель та Поль Баттерфлід (2011), записи 1984 року

### Компіляції Баттерфілда
- Golden Butter: The Best of the Paul Butterfield Blues Band (2 LP, 1972)[37], посів 136 місце на Billboard 200
- The Original Lost Elektra Sessions (1995)[37], записи 1964 року
- An Anthology: The Elektra Years (2 CD, 1997)[37]
- Paul Butterfield's Better Days: Bearsville Anthology у виконанні Paul Butterfield's Better Days (2000)[37]
- Hi-Five: The Paul Butterfield Blues Band (EP, 2006)

### Компіляції та відео з різними виконавцями
- Folksong '65 (1965)
- What's Shakin'  (1966)
- Festival (1967)[37] фільм, містить виступ з Бобом Діланом 1965 року
- You Are What You Eat (1968)[37], саундтрек до фільму
- Woodstock: Music from the Original Soundtrack and More (1970), запис 1969 року
- Woodstock 2 (1971), запис 1969 року
- An Offer You Can't Refuse (1972)[37], запис 1963 року
- Woodstock '79 (1991), відео 1979 року
- Woodstock: Three Days of Peace and Music (1994), запис 1969 року
- The Monterey International Pop Festival June 16–17–18 30th Anniversary Box Set (1997), запис 1967 року
- The Complete Monterey Pop Festival (2002), відео 1967 року
- Woodstock: 40 Years On: Back to Yasgur's Farm (2009), запис 1969 року
- Woodstock: 40th Anniversary Ultimate Collector's Edition (2009), відео 1969 року

### Як акомпаніатор
- John Mayall's Bluesbreakers with Paul Butterfield, (міньйон, 1967)[37]
- Blues at Midnight релізи мають декілька назв і дат, Джимі Хендрікс, Бі Бі Кінг та інші, записи 1968 року
- Fathers and Sons, Мадді Вотерс (1969)[37], первиданий 2001 року з бонус-треками
- Give It Up, Бонні Рейтт (1972)
- My Love Come Rollin' Down, 2nd Right, 3rd Row, Ерік фон Шмідт (1972)
- Steelyard Blues, Майкл Блумфілд, Нік Гравенітес, Марія Мальдор та інші (1973)[37], саундтрек
- That's Enough for Me, Пітер Ярроу (1973)
- Woodstock Album, Мадді Вотерс (1975)
- Levon Helm & the RCO All-Stars (1977)
- The Last Waltz, The Band (1978)(1973)[37]
- Elizabeth Barraclough, Елизабет Барраклаф (1978)
- Hi!, Елизабет Барраклаф (1979)
- B.B. King & Friends релізи мають декілька назв і дат, Бі Бі Кінг, Ерік Клептон, Стіві Рей Вон та інші, телезапис 1987 року
- Heart Attack, Little Mike & the Tornados (1990), запис 1986 року[39]
- 3 Harp Boogie (1994)[37], Джеймсом Коттоном та Біллі Боєм Арнольдом, запис 1963 року

### Триб'ют-альбоми
- A Tribute to Paul Butterfield, Роббен Форд та The Ford Blues Band (2001)
- The Butterfield/Bloomfield Concert, The Ford Blues Band, Роббен Форд та Кріс Кейн (2006)